# 広島みどり信用金庫
広島みどり信用金庫（ひろしまみどりしんようきんこ）は、広島県庄原市に本店を置く信用金庫である。

## 沿革
1993年（平成5年）に庄原信用金庫と三次信用金庫の合併により、誕生。

### 年表
- 1947年（昭和22年） : 10月 - 庄原信用金庫が設立。
- 1993年（平成5年） : 11月1日 - 庄原信用金庫と三次信用金庫の合併し、広島みどり信用金庫が誕生。
- 2015年（平成27年） : 4月13日 - 庄原市と包括連携協定を締結、調印式[1]。

## 営業範囲
- 広島県
  - 庄原市
  - 三次市
  - 広島市安佐北区
  - 福山市新市町
  - 府中市
  - 安芸高田市
  - 世羅郡世羅町
- 島根県
  - 仁多郡奥出雲町

## 本店・支店
- 庄原市
  - 本店 （西本町三丁目）
  - 西城支店 （西城町）
  - 高野支店 （高野町）
  - 比和支店 （比和町）
  - 東城支店 （東城町）
- 三次市
  - 十日市支店 （十日市町）
  - 畠敷支店 （畠敷町）
  - 三次支店 （三次町）
  - 三良坂支店 （三良坂町）

## ATMについて
広島みどり信用金庫のATM・CD（他の金融機関との共同ATM・CDを除く）では、他の信用金庫のキャッシュカードでも、「しんきんATMゼロネットサービス」により、平日 8:45 〜 18:00 の入出金、土曜 9:00 〜 14:00 の出金に限り手数料が無料となる。
また、広島銀行・もみじ銀行・JAバンク広島・JA広島信連（以上「ひろしまネットサービス」によるATM･CD相互無料提携金融機関）のキャッシュカードでも、平日 8:45 〜 18:00 の出金は手数料が無料、平日 8:00 〜 8:45 ・ 18:00 〜 21:00 の出金、土曜・休日 9:00 〜 17:00 の出金は手数料が108円となる。